# زیردریایی یو-۴۸۴
زیردریایی یو-۴۸۴ (به انگلیسی: German submarine U-484) یک زیردریایی بود که طول آن ۶۷٫۱ متر (۲۲۰ فوت ۲ اینچ) بود. این زیردریایی در سال ۱۹۴۳ ساخته شد.